# Marcello Mescoli
Marcello Mescoli (ur. 16 stycznia 1972 w Modenie) – włoski siatkarz występujący obecnie w Serie A, w drużynie Itas Diatec Trentino. Gra na pozycji rozgrywającego. Mierzy 193 cm.

## Kariera
- 1992–1993  Latte Giglio Reggio Emilia
- 1993–1994  Daytona Modena
- 1994–1996  Lube Banca Macerata
- 1996–1997  Roma
- 1997–1998  Italkero Modena
- 1998–1999  Asystel Mediolan
- 1999–2002  Esse-ti Carilo Loreto
- 2002–2003  Raffaelle Lamezia
- 2003–2004  Cimone Modena
- 2004–2005  Sira Ancona
- 2005-  Itas Diatec Trentino

## Sukcesy
- Puchar CEV: 2004
- Puchar Włoch: 1994